# James Wolcott Wadsworth Jr.
James Wolcott Wadsworth Jr. (né le 12 août 1877 et mort le 21 juin 1952) était un homme politique américain républicain. Issu d'une famille de notables de Geneseo, il sort diplômé de Yale en 1898. Après un début de carrière dans l'agriculture, il se lance en politique et est élu au niveau de l'assemblée de l'État de New York dont il assure la présidence de 1906 à 1910. Il poursuit ensuite sa carrière politique au sénat  américain puis à la chambre de représentants.

## Biographie

### Jeunesse et éducation
James Wadsworth nait à Geneseo dans l'état de New York, le 12 août 1877. Il était le fils du contrôleur de l'État de New York James Wolcott Wadsworth (1846-1926) et de Louisa Travers (1848-1931).
Ses grands-parents paternels étaient le général de l'Union James S. Wadsworth qui s'est illustré durant la Guerre de Sécession et Mary Craig (née Wharton) Wadsworth (1814-1874). Son grand-père construit une maison de 1200 m² à Geneseo en 1835 .
Wadsworth a fréquenté le collège épiscopal St. Mark's à Southborough (Massachusetts), est sort diplômé de Yale en 1898. Il était membre de la fraternité Skull and Bones.

### Carrière professionnelle
Après Yale, il sert comme simple soldat dans l'armée des volontaires lors de la campagne portoricaine pendant la guerre hispano-américaine. Après l'armée, il se lance dans l'élevage et de l'agriculture, d'abord à New York, puis au Texas.
Il est devenu actif très tôt dans la politique républicaine. Il fut membre de l'Assemblée de l'État de New York de 1905 à 1910 et fut président de cette assemblée de 1906 à 1910.
En 1912, il se présente comme lieutenant-gouverneur de New York sur la liste républicaine mais est vaincu. En 1914, lors de la première élection au suffrage direct du Sénat américain (jusqu'en 1911, les sénateurs américains étaient été élus par la législature de l'État de New York), James Wadsworth bat le démocrate James W. Gerard (ancien ambassadeur des États-Unis en Allemagne) et le progressiste Bainbridge Colby. James Wadsworth était le chef de la minorité sénatoriale en 1915, les démocrates détenant la majorité des sièges au Sénat. Il est réélu en 1920 mais vaincu par le démocrate Robert F. Wagner en 1926.

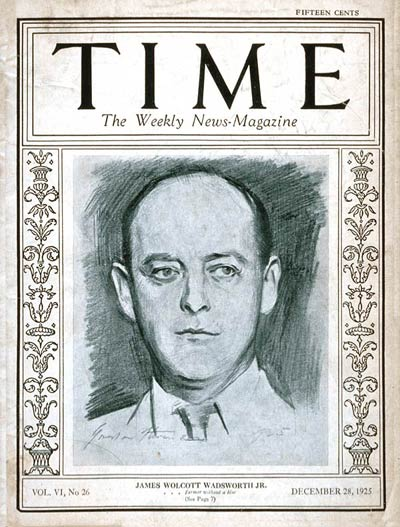
Le Times, 28 décembre 1925

À la suite de sa défaite aux élections de 1926, il quitte la vie politique et retourne à l'agriculture. Sa famille possédant 2 800 ha de terre, il loue 2 000 ha supplémentaires et dirige une équipe de 35 employés.
Il profite du départ à la retraite du représentant de l'arrondissement de Rochester pour se présenter aux élections de la Chambre des représentants en 1932 et gagne l'élection. Il siège à la Chambre des représentants des États-Unis de 1933 à 1951 et, comme Alton Lennon, Garrett Withers, Claude Pepper, Hugh Mitchell, Matthew M. Neely et Magnus Johnson, est l'un des rares à siéger à la Chambre des représentants après avoir été sénateurs.
Lorsqu'il se retire du congrès, il est rapidement nommé Président de la commission formation du Conseil de sécurité nationale .

### Vie privée

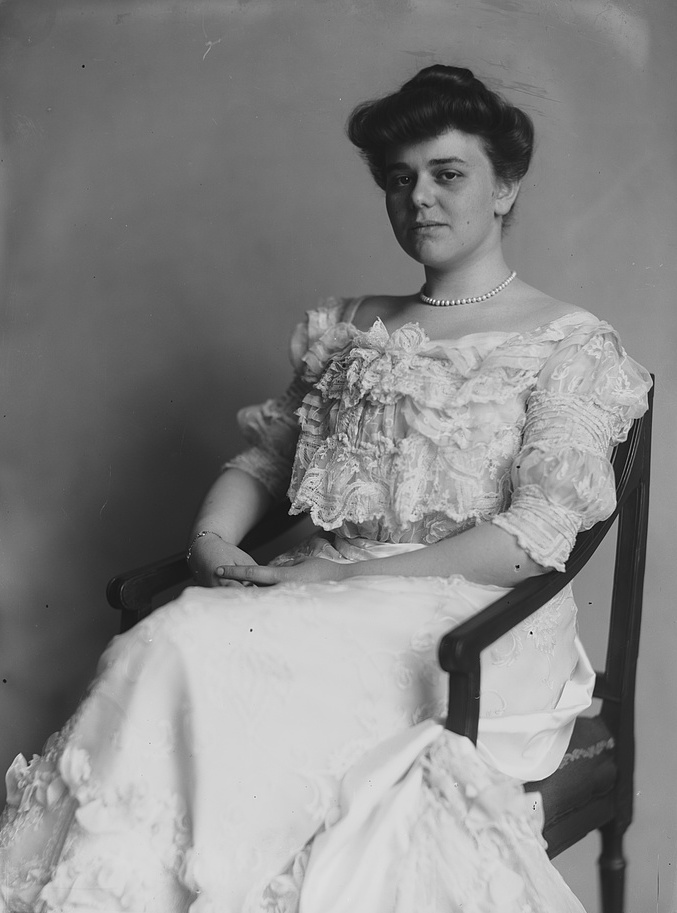
Photographie de Miss Alice Hay, prise entre 1890 et 1920 par Frances Benjamin Johnston. Elle a été présidente de la.

Wadsworth est marié à Alice Evelyn Hay (1880-1960). Son père, l'ancien secrétaire d'État américain John Hay a servi sous le président Theodore Roosevelt. Le couple a pour enfants :
- Evelyn Wadsworth (1903-1972)[8], qui épouse Stuart Symington (1901-1988) en 1924 [9] et dont le fils James Wadsworth Symington sera élu à la Chambre des représentants de 1969 to 1977 [10].
- James Jeremiah Wadsworth (1905-1984), qui a été ambassadeur des États-Unis auprès des Nations Unies[11].
- Reverdy J. Wadsworth (1914-1970)[12], qui épousa Eleanor Katherine Roosevelt (1915-1995), ce qui en fait le gendre de Henry Latrobe Roosevelt, secrétaire adjoint de la Marine[13].

Wadsworth décède le 21 juin 1952 à Washington, DC. Il est enterré au cimetière Temple Hill à Geneseo,.

## Travaux parlementaires
James Wadsworth jr participe à l'élaboration du National Defense Act de 1916, lequel établit la Garde Nationale. Il est également le corédacteur du Burke Warworth bill qui est voté sous le nom de Selective Training and Service Act of 1940 (en). Cette loi oblige les jeunes gens de plus de 21 ans et de moins de 36 ans à s'enregistrer auprès de leur municipalité et à être évalués  en vue de la conscription.

## Prises de positions

### Contre le prohibition (XVIIIeamendement)
James Wadsworth est un farouche défenseurs des droits individuels et craint  les interventions  du pouvoir fédéral dans la vie privée des Américains. Il pense que le seul objectif de la Constitution des États-Unis est de limiter les pouvoirs du gouvernement et de protéger les droits des citoyens. Pour cette raison, il est l'un des rares républicains à voter contre le dix-huitième amendement lorsqu’il est sénateur. Avant l’entrée en vigueur de la prohibition, Wadsworth prédit qu’il y aura des violations généralisées et un mépris de la loi.
Dans les années vingt, James Wadsworth s'exprime ouvertement contre la prohibition ce qui lui aurait valu, selon le sénateur républicain Harold C. Ostertag (en), de perdre son siège de sénateur en 1926. Il est particulièrement préoccupé par le fait que des citoyens sont poursuivis en justice à la fois par des fonctionnaires de l'État et par des fonctionnaires fédéraux pour une même violation de la loi d'interdiction. Cela lui semble constituer une double peine, incompatible avec le Cinquième Amendement [réf. nécessaire].
En 1926, il rejoint l'Association contre l'Amendement de la Prohibition et prononce 131 discours à travers le pays en faveur de son abrogation. Son sens politique et ses contacts se sont révélés précieux lors de cette campagne[réf. nécessaire]. Cependant, l'amendement ne sera  modifié qu'en 1933 sous l'influence des électeurs des états ruraux du Sud favorables à la culture du houblon pour relancer leur économie d'une part et à certains magnats dont Rockefeller, qui rejoignent à l'association par peur de voir leurs impôts augmenter pour poursuivre la lutte contre la contrebande d'alcool et le banditisme.

### Contre l'inscription du droit de vote des femmes dans le droit fédéral (XIXeamendement)
Selon James Wadsworth, la question du vote des femmes doit rester du ressort de chaque état et non être décidé au niveau fédéral. C'est à ce titre qu'il est opposé au XIXe Amendement.

### Comme élu de la chambre des représentants
Comme élu de la chambre basse, Il s'oppose à l'isolationnisme prôné par ses collègues conservateurs, à la législation anti-lynchage pour des raisons de droits de l'État, et rejette les lois sur le salaire minimum. [réf. nécessaire].
Winifred Stanley, un représentant de Buffalo NY, est tenu à l'écart du Comité judiciaire de la Chambre des représentants des États-Unis par Wadsworth Jr. Stanley a clairement indiqué qu'il souhaitait maintenir « en temps de paix le dynamisme et l'énergie que les femmes dont les femmes ont fait preuve à la guerre ». Ainsi, en 1944, il a présenté un projet de loi pour que le Conseil national des relations du travail interdisant toute discrimination salariale fondée sur le sexe. Le projet de loi ne passe pas l'étape de l'étude en commission, Wadsworth étant opposé à la présence des femmes sur les lieux de travail,.
Une note confidentielle de la commission des affaires étrangères de la Chambre des représentants de 1943 rédigée par Isaiah Berlin pour le ministère britannique des Affaires étrangères a décrit Wadsworth comme : « L'un des hommes les plus énergiques et les plus indépendants d'esprit du Congrès et un parlementaire très compétent. Sans être favorable à un New Deal mondial, il est apparemment en faveur de la coopération américaine avec le reste du monde et des engagements des États-Unis pour établir une paix sûre, mais il n'est pas d'accord avec toute tentative des États-Unis d'interférer avec la politique intérieure ou les formes de gouvernement des autres nations ».

### Liens
- Ressource relative à la vie publique :   - Biographical Directory of the United States Congress
- Ressource relative à la musique :   - Carnegie Hall
- Notice dans un dictionnaire ou une encyclopédie généraliste :   - American National Biography
- Notices d'autorité :   - VIAF
  - LCCN
  - WorldCat